# Qui est le bluffeur ?
Qui est le bluffeur ? est un jeu présenté par Jean-Michel Zecca sur France 2. Le but du jeu est de deviner qui possède les réponses aux questions que le présentateur pose. Il est diffusé vers 18 h 50 pendant l'été 2006. Il s'est arrêté faute d’audience face à TF1 avec Qui veut gagner des millions.

## Principe de l'émission
Dès la première manche un candidat est choisi comme étant le bluffeur. Il devra le rester jusqu'en finale. À la finale le public vote pour savoir qui a été selon eux le bluffeur, les candidats votent aussi à chaque manche. À la finale, il reste 2 candidats : l'un est le bluffeur, l'autre ne l'est pas, mais c'est au public de décider. À chaque découverte d'un bluffeur, les cartes sont redistribuées et le candidat devra ouvrir son pupitre pour voir si oui ou non il est le bluffeur.
Lors de la finale, le candidat doit se justifier devant le public pour prouver qu'il n'est pas le bluffeur.
Un spécial "comédiens" a été diffusé sur France 2 pour l'association : Ni putes ni soumises par exemple avec Louis-Karim Nébati, Anne Richard, Fabienne Carat.

## Echelle des gains
| Classement de la réponse | Sommes  |
| ------------------------ | ------- |
| 8                        | 3.000 € |
| 7                        | 2.000 € |
| 6                        | 1.000 € |
| 5                        | 900 €   |
| 4                        | 800 €   |
| 3                        | 700 €   |
| 2                        | 600 €   |
| 1                        | 500 €   |

## Remarques concernant l'émission
Lors du démarrage de l'émission, elle réalisa un score plutôt correct sur France 2 pour 12 % de part d'audience, cependant par la suite, les audiences se sont effritées pour tomber à 9 %, à cause de la concurrence de l'émission rivale de TF1 Qui veut gagner des millions. L’émission devait être reprogrammée. L'émission de France 2 fit moins d’audience que Le 19/20 de France 3.